# Carl Ballod
Carl Ballod (lettisch Kārlis Balodis) (* 20. Juni 1864 in Koknese; † 14. März 1931 in Riga) war ein lettischer Nationalökonom und Statistiker. Er arbeitete und lehrte zeitweise in Deutschland. 

## Leben
Carl Ballod studierte Theologie, Geographie und Wirtschaftswissenschaften an der Kaiserlichen Universität Dorpat sowie in Jena, München und Straßburg. Er unternahm danach eine Studienreise nach Brasilien. Zwischen 1893 und 1895 war er evangelischer Geistlicher in einer deutschsprachigen Gemeinde im Ural. Dort beschäftigte er sich intensiv mit Statistik. Nach seiner Rückkehr aus Russland gab er die Theologie auf, siedelte nach Deutschland über und widmete sich vollständig der Nationalökonomie und Statistik. Ab 1899 war er Privatdozent in Berlin. Im Jahr 1905 wurde er Mitglied des Preußischen Statistischen Landesamtes und ab 1908 war er Mitarbeiter des Reichsschatzamtes. 1914 wurde er Honorarprofessor in Berlin und 1919 Mitglied der Sozialisierungskommission. Er stand zeitweise der USPD nahe. Ballod war auch führend im Pro Palästina Komitee tätig, das sich für die Ansiedlung von Juden in Palästina einsetzte. Danach übernahm er eine Professur der neuen Universität Lettlands in Riga. Zwischen 1928 und 1930 war er Mitglied des lettischen Parlamentes.

## Werk
Ballod war Fachmann für Urbanisierung und demographische Entwicklungen. Er vertrat unter anderem die These, dass die städtische Bevölkerung auch weiterhin des Zustroms vom Land bedürfe, um die Bevölkerungszahl zu halten oder zu erhöhen.
Im Jahr 1898 veröffentlichte er unter dem Pseudonym Atlanticus sein Buch „Der Zukunftsstaat. Wirtschaftliches Ideal und Volkswirtschaftliche Wirklichkeit.“ Dieses Werk erschien bis 1927 in drei Auflagen und wurde 1903 und 1906 auch in Russland veröffentlicht. Er plädierte in seinem Buch „Zukunftsstaat“ für ein Wirtschaftssystem, in dem der lebensnotwendige Bedarf vom Staat durch eine allgemeine Arbeitsdienstpflicht erzeugt werden sollte. Die Luxusproduktion sollte weiterhin privatwirtschaftlich organisiert werden. Wer seine Arbeitsdienstpflicht von fünf bis sechs Jahren beendet hatte, sollte eine zum Leben ausreichende Pension erhalten. Der Staat sollte dabei auch über Kolonien verfügen, für deren Bevölkerung Arbeitsdienstpflicht bestehen sollte. Von den Sozialdemokraten wurden diese Ideen als utopisch und kolonialistisch abgelehnt.

## Veröffentlichungen (Auswahl)
- Der Staat Santa Catharina in Südbrasilien. Stuttgart, 1892
- Die mittlere Lebensdauer in Stadt und Land. Leipzig, 1899
- Der Zukunftsstaat. Produktion und Konsum im Sozialstaat. Stuttgart, 1898 (Verlag J.H.W.Dietz Nachf., Berlin 1919)
- Die Sterblichkeit der Grosstädte, 1903
- Sterblichkeit und Lebensdauer in Preussen. Berlin, 1907
- Grundriss der Statistik enthaltend Bevölkerungs-, Wirtschafts-, Finanz- und Handels-Statistik. Berlin, 1913
- Die Bevölkerungsbewegung der letzten Jahrzehnte in Preussen und in einigen anderen wichtigen Staaten Europas. Berlin, 1914
- Palästina als jüdisches Ansiedlungsgebiet. Deutsches Komitee zur Förderung der jüdischen Palästinasiedlung 1918
- Sowjet-Rußland. Verlagsgenossenschaft Freiheit, Berlin 1920
- Der Bankrott der freien Wirtschaft und die notwendigen Finanz- und Wirtschaftsreformen. Jena, 1923